# Tyrolichus casei
Tyrolichus casei, auch wie einige andere Milbenarten gelegentlich Käsemilbe genannt, ist eine vorratsschädliche Milbenart mit weltweiter Verbreitung. Die Art ist vor allem durch ihre Verwendung bei der Herstellung lokaler Käsespezialitäten wie Würchwitzer Milbenkäse und Tomme bekannt.

## Merkmale
Die Milben besitzen eine Körpergröße von 450–550 μm bei den Männchen und 500–700 μm bei den Weibchen. Der Rumpfabschnitt (Idiosoma) ist rundlich (kürzer und breiter als bei Acarus), mit kleinen, schmalen Beinen. Von den sehr ähnlichen, oft gemeinsam in Käse und anderen Vorräten auftretenden Milbenarten der Gattungen Acarus (mit der Mehlmilbe Acarus siro) und Tyrophagus ist die Art sehr schwer, und vor allem nach Merkmalen der Beborstung, zu unterscheiden. Weiteres Unterscheidungsmerkmal ist die Form der Solenidien, kurzer stabförmiger Fortsätze an den Tarsen der ersten beiden Beinpaare. Bei der Gattung Tyrolichus ist die Länge zweier Borsten am Vorderende des Idiosomas sehr verschieden, diese sind bei Acarus und Tyrophagus beide kurz und nahezu gleich lang. Die Solenidien sind beinahe zylindrisch mit einer kleinen Verdickung nahe der Mitte, ohne verdickte Spitze. Von der Mehlmilbe unterscheiden bei mikroskopischer Betrachtung schon die generell längeren Setae des Idiosoma. Bestimmungsschlüssel zur Unterscheidung der häufigsten vorratsschädlichen Milbenarten stammen vom US Department of Agriculture und Alan Olsen.

## Käsemilben und der Mensch

### Vorkommen im Haushalt
Die Milben werden weit verbreitet (aber viel seltener als die Mehlmilbe und die sehr ähnliche Art Tyrophagus puterscentiae) in Lebensmittel-Vorräten verschiedener Art wie Mehl und Getreideprodukten, Früchte und Käse gefunden, von denen sie sich ernähren. Sie bevorzugen vergleichsweise trocken gelagerte Vorräte. Für ihre Vermehrung sind Temperaturen über 4 °C, optimal sind 23 °C, und mindestens 60 % relative Luftfeuchte, optimal sind 87 %, vorteilhaft. 
Die Art kommt, wie andere Vorratsmilben, gelegentlich frei in Wohnungen vor, wo sie sich von Tapetenkleister u. ä. ernährt. Durch das höhere Feuchtebedürfnis als das der Hausstaubmilben bleiben sie hier normalerweise selten (alle Arten zusammen 1 bis 2 %), können aber in sehr feuchten Wohnungen in Massen auftreten.

### Nutzung als Lebensmittel
Für die Produktion des Würchwitzer Milbenkäses wird dieser gezielt mit den Milben inokuliert. Dies soll ihm ein besonderes nussiges, fruchtiges Aroma verleihen. Für den französischen Milbenkäse Mimolette, der in der Gegend von Lille produziert wird, wird aber nicht diese Art, sondern die Mehlmilbe (Acarus siro) verwendet.

## Vorkommen als Parasit
Die Meldung dieser Art auch als Parasit in den Brutzellen einer australischen Wildbienen-Art ist irrtümlich und geht auf einen Bestimmungsfehler zurück.